# بل یواچ-۱ ایروکوای

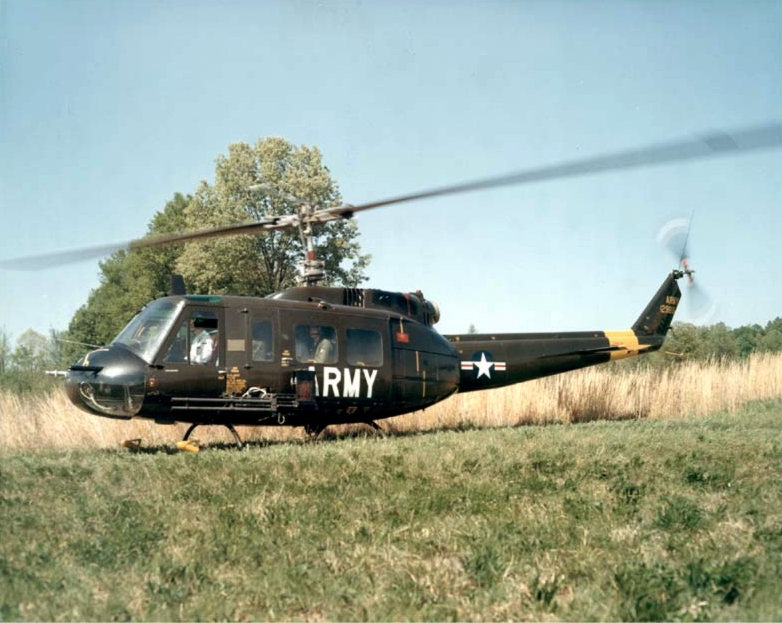
یواچ-۱دی ایروکوای نیروی زمینی ایالات متحده

یواچ-۱ ایروکوای یک هلیکوپتر است که توسط یک موتور توربوشفت قدرت می‌گیرد و دارای دو پروانه‌است که یکی در چرخانه اصلی و دیگری در دم آن قرار دارد. این بالگرد در سال ۱۹۵۲ توسط شرکت بل هلی کاپتر و برای مواجه نیروی زمینی ایالات متحده آمریکا با نیازهای تخلیه پزشکی و کاربردپذیری این بالگرد طراحی شده‌است و نخستین پرواز خود را در ۲۰ اکتبر ۱۹۵۶ انجام داده‌است. در مارس ۱۹۶۰ برای تولید یواچ-۱ سفارشاتی به عمل آمد و یواچ-۱ در آن زمان نخستین بالگرد قدرت گیرنده توربینی بود که به نیروهای نظامی ایالات متحده آمریکا وارد می‌شد و بیش از ۱۶۰۰۰ فروند برای سراسر جهان تولید شد. نخستین عملیات جنگی این بالگرد در دوره جنگ ویتنام انجام‌شد.
نام نخستین این بالگرد اچ یو-۱ بود که در سال‌های جنگ ویتنام (از روی تلفظ HU) به آن «هیویی» می‌گفتند. در سپتامبر ۱۹۶۲ نام این بالگرد به یواچ-۱ تغییر یافت اما هنوز هم نام مشهور خود یعنی هیویی را از دست نداده‌است. تقریباً ۷۰۰۰ فروند یواچ-۱ در جنگ ویتنام حضور داشته‌اند.
موفقیت این هلیکوپتر باعث شد تا شرکت بل مدل‌های مختلفی از یواچ-۱ ایروکوای را تولید و طراحی کند. هلیکوپترهایی همچون بل-۲۰۴، بل-۲۰۵، بل-۲۱۲، بل-۲۱۴ و ای‌اچ-۱ کبرا همگی بر اساس بدنه پروازی ایروکوای ساخته شده‌اند.

## نگارخانه

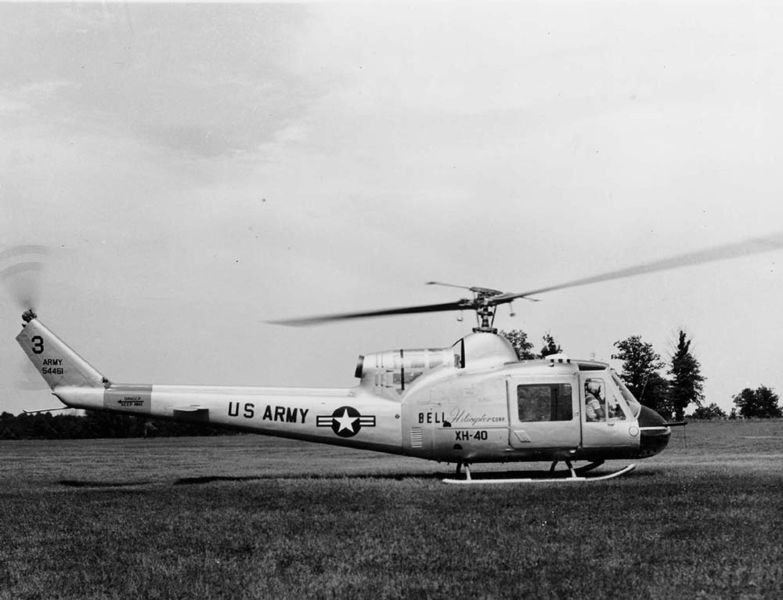
Bell XH-40 ، نمونه اولیه UH-1
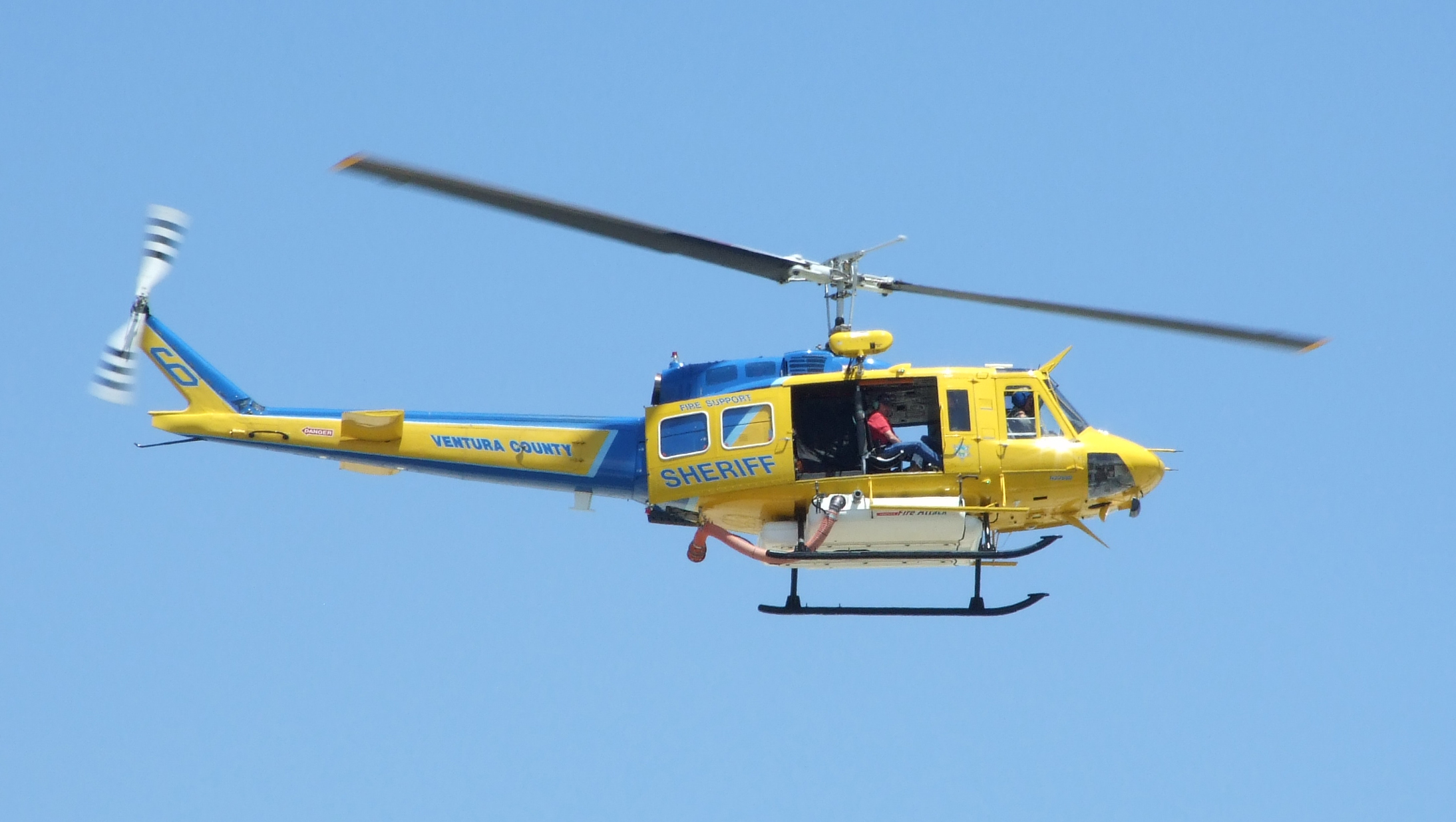
پشتیبانی هوایی بل HH-1H پشتیبانی آتش
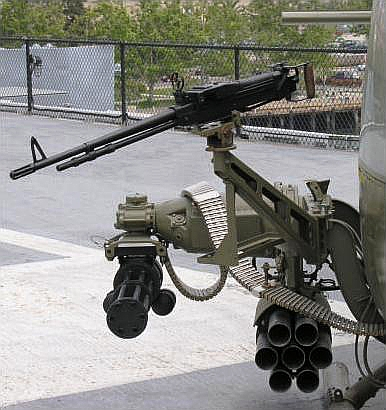
Typical اسلحه های UH-1
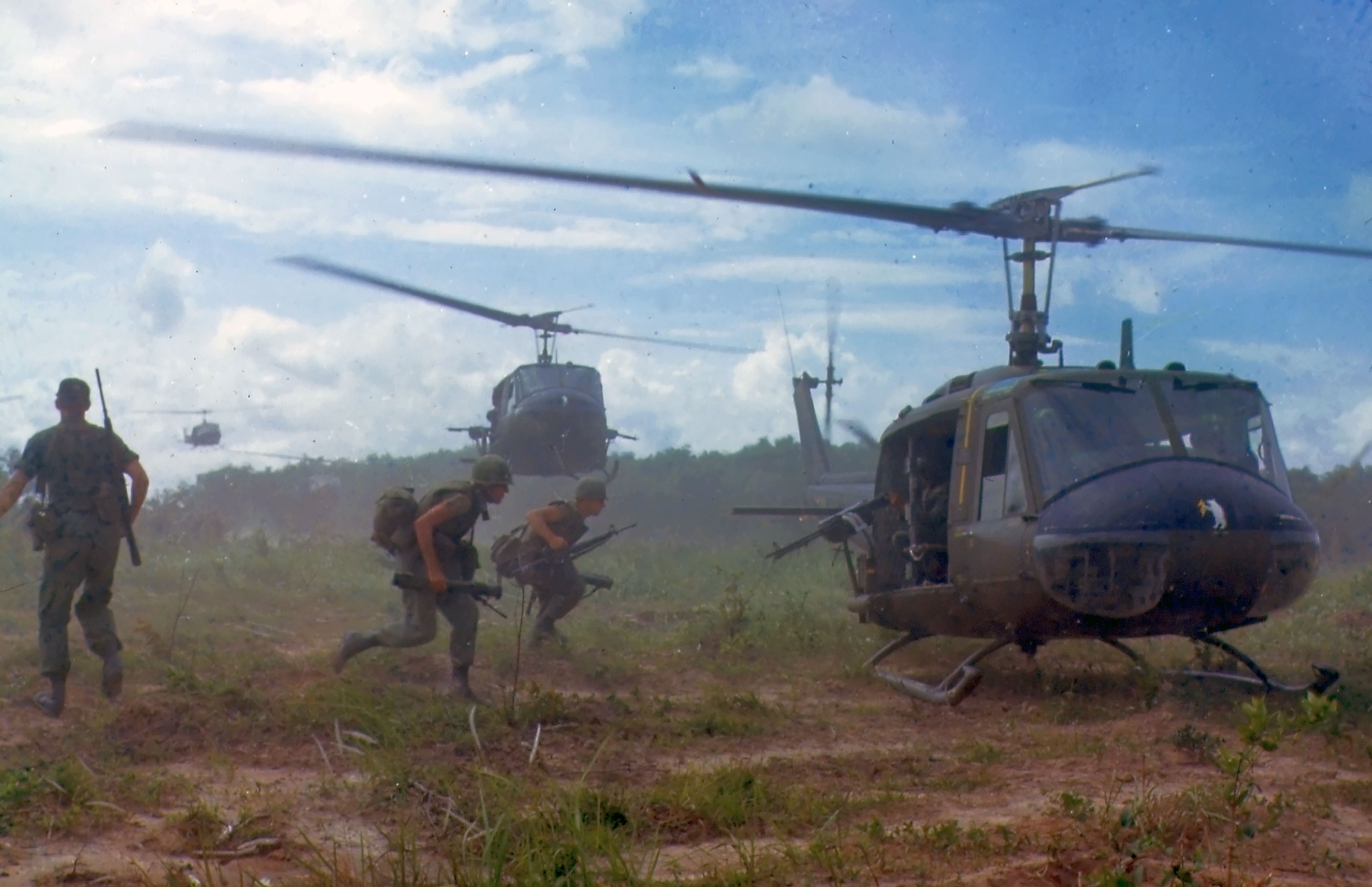
اعضای هوایی UH-1Ds دسته دوم گردان